# 境港市立境小学校
境港市立境小学校（さかいみなとしりつ さかいしょうがっこう）は、鳥取県境港市湊町にある公立小学校。
通称は地元方言で「境小（さかえしょう）」。

## 概要
校舎は、境港市の中心市街地にあり、周辺は商店街や水木しげるロードなどの有名な観光地となっている。

## 沿革
- 1872年（明治5年）3月 - 境栄晹郷校開設。[1][2]
- 1873年（明治6年）6月 - 公立境小学校創立。
- 1887年（明治20年）4月 - 境尋常小学校と改称。
- 1895年（明治28年）8月 - 境商業補習学校を付設。
- 1906年（明治39年）3月 - 境尋常高等小学校と改称。
- 1941年（昭和16年）4月1日 - 国民学校令により境国民学校と改称。
- 1947年（昭和22年）4月1日 - 学制改革により境町立境小学校と改称。
- 1954年（昭和29年）8月10日 - 町村合併により境港町発足に伴い、境港町立境小学校と改称。
- 1956年（昭和31年）4月1日 - 市制施行により境港市発足に伴い、境港市立境小学校と改称。

## 校歌
- 作詞：井上赳、作曲：小松耕輔[3]

## 通学区域
- 昭和町、岬町、花町、東雲町、入船町、東本町、朝日町、相生町、中町、元町、末広町、本町、栄町、日ノ出町、松ヶ枝町、京町、明治町、湊町、馬場崎町、大正町、弥生町、浜ノ町、米川町、蓮池町、上道町（市道132号線より北側）、潮見町[4]

## 進学先中学校
- 境港市立第一中学校[4]

## 交通アクセス
- JR西日本境線境港駅より800m。

## 校区内の主な施設
- 水木しげるロード
- 水木しげる記念館
- 海とくらしの史料館

## 著名な関係者
出身者
- 水木しげる（漫画家）
- 植田正治（写真家）
- 田淵行男（写真家）
- タスク（俳優）

教職員
- 鹿島平堂（教育者、俳人） - 元教師
- 佐中廉（教育者、政治家） - 元校長
- 佐近益栄（小説家） - 元教師